# Кот в сапогах: Последнее желание (саундтрек)
«Кот в сапога́х: После́днее жела́ние» (оригинальный саундтрек) — саундтрек к мультфильму «Кот в сапогах: Последнее желание» (2022) от студии DreamWorks. Альбом был выпущен 16 декабря 2022 года компанией Back Lot Music. Музыкальная партитура была написана Эйтором Перейрой, который заменил Генри Джекмана, композитора фильма «Кот в сапогах» (2011). В него вошли пять песен в исполнении Антонио Бандераса, Дэна Наварро, Габи Морено и Перейры, а его партитура сопровождает остальную часть альбома.

## Разработка
29 июня 2022 г. композитором фильма был объявлен Эйтор Перейра, который в этот период также приступил к записи партитуры. Он был рекомендован исполнительным продюсером фильма и генеральным директором Illumination Крисом Меледандри, с которым Перейра уже работал в их проектах, в частности, в мультфильмах франшизы «Гадкий я» и мультфильме «Миньоны» (2015), а также имеет некоторый опыт работы с DreamWorks в спецвыпусках франшизы «Мадагаскар», такими как «Рождественский Мадагаскар» (2009) и «Безумный Мадгасакар». В альбом вошли пять оригинальных песен в исполнении певицы Кароль Джи, Daniel Oviedo, Heitor Pereira, Paul Fisher, Dan Navarro и Gaby Moreno. Певица Кароль Джи исполнил композицию «La Vida es Una» и стала его сопродюсером с давним продюсером Ovy on the Drums. Песня была выпущена в качестве сингла 9 декабря 2022 года. Перейра стал соавтором композиций «Fearless Hero», исполненной Антонио Бандерасом в соавторстве с Дэном Наварро и Полом Фишером, и «Por Que Te Vas», написанного в соавторстве с Габи Морено и исполненного им. На нём также была представлена кавер-версия песни рок-группы The Doors «The End» в исполнении Дэна Наварро. В фильме также представлены музыкальные треки из мультфильма «Шрек 2» (2004), написанные Гарри Грегсоном-Уильямсом, с треками «Obliged to Help» и «The End / Happily Ever After». Саундтрек был выпущен 16 декабря 2022 года, на пять дней раньше выхода мультфильма.

## Трек-лист
| №                   | Название                          | Автор(ы)                                              | Исполнитель(-и)          | Длительность |
| ------------------- | --------------------------------- | ----------------------------------------------------- | ------------------------ | ------------ |
| 1.                  | «Star Light-Star Bright»          |                                                       |                          | 1:20         |
| 2.                  | «Fearless Hero»                   |                                                       | Антонио Бандерас Перейра | 4:57         |
| 3.                  | «Vet’s Office»                    |                                                       |                          | 2:00         |
| 4.                  | «Retrospective»                   |                                                       |                          | 0:57         |
| 5.                  | «You Need to Retire»              |                                                       |                          | 1:14         |
| 6.                  | «Bounty Hunter»                   |                                                       |                          | 3:28         |
| 7.                  | «Eulogy»                          |                                                       |                          | 1:15         |
| 8.                  | «Mama Luna’s Cat Rescue»          |                                                       |                          | 0:50         |
| 9.                  | «Track That Cat»                  |                                                       |                          | 0:55         |
| 10.                 | «Meet Dog»                        |                                                       |                          | 1:54         |
| 11.                 | «The Three Bears Crime Family»    |                                                       |                          | 1:28         |
| 12.                 | «Legend of the Wishing Star»      |                                                       |                          | 1:33         |
| 13.                 | «Horner Heist»                    |                                                       |                          | 5:57         |
| 14.                 | «Getaway»                         |                                                       |                          | 2:38         |
| 15.                 | «Get My Wish»                     |                                                       |                          | 0:53         |
| 16.                 | «The Enchanted Map»               |                                                       |                          | 1:38         |
| 17.                 | «Travel Montage»                  |                                                       |                          | 0:43         |
| 18.                 | «The Dark Forest»                 |                                                       |                          | 0:54         |
| 19.                 | «A Different Path for Everyone»   |                                                       |                          | 1:39         |
| 20.                 | «Birthday Wish Rules»             |                                                       |                          | 0:58         |
| 21.                 | «Stop and Smell the Roses»        |                                                       |                          | 3:03         |
| 22.                 | «Mowing Posies»                   |                                                       |                          | 1:36         |
| 23.                 | «Ethical Bug»                     |                                                       |                          | 0:52         |
| 24.                 | «A Close Shave»                   |                                                       |                          | 2:47         |
| 25.                 | «Fist Full of Characters»         |                                                       |                          | 0:50         |
| 26.                 | «Let’s Get Him»                   |                                                       |                          | 0:57         |
| 27.                 | «Running Through the Wood»        |                                                       |                          | 0:26         |
| 28.                 | «Therapy Dog»                     |                                                       |                          | 1:09         |
| 29.                 | «Santa Coloma»                    |                                                       |                          | 0:53         |
| 30.                 | «Cabin in the Woods»              |                                                       |                          | 1:11         |
| 31.                 | «We Are Home»                     |                                                       |                          | 0:42         |
| 32.                 | «Your Favorite Book»              |                                                       |                          | 1:11         |
| 33.                 | «A Better Point of View»          |                                                       |                          | 1:22         |
| 34.                 | «The Value of a Life»             |                                                       |                          | 1:40         |
| 35.                 | «Bear Cottage Heist»              |                                                       |                          | 1:25         |
| 36.                 | «Puss and Kitty’s Flamenco Dance» |                                                       |                          | 2:14         |
| 37.                 | «Cave of Reflection»              |                                                       |                          | 1:04         |
| 38.                 | «Bear Family Counseling»          |                                                       |                          | 2:18         |
| 39.                 | «The Smell of Fear»               |                                                       |                          | 2:34         |
| 40.                 | «Go Ahead, Run For It»            |                                                       |                          | 1:51         |
| 41.                 | «A Proper Family»                 |                                                       |                          | 1:26         |
| 42.                 | «All You Care About»              |                                                       |                          | 1:33         |
| 43.                 | «The Good, Bad, and Goldi»        |                                                       |                          | 3:30         |
| 44.                 | «He’s Here for Me»                |                                                       |                          | 1:31         |
| 45.                 | «The Fight with Death»            |                                                       |                          | 2:23         |
| 46.                 | «No Magic Required»               |                                                       |                          | 0:36         |
| 47.                 | «Holy Frijoles!»                  |                                                       |                          | 1:02         |
| 48.                 | «Team Friendship»                 |                                                       |                          | 0:51         |
| 49.                 | «Make a Wish»                     |                                                       |                          | 2:26         |
| 50.                 | «La Vida Es Una»                  | Кароль Джи Daniel Oviedo Keityn                       | Кароль Джи               | 3:10         |
| 51.                 | «This Is the End»                 | Jim Morrison Ray Manzarek Robby Krieger John Densmore | Navarro                  | 1:29         |
| 52.                 | «Por Que te Vas»                  | Pereira Gaby Moreno                                   | Moreno                   | 2:58         |
| 53.                 | «Fearless Hero (Hero Version)»    | Pereira Navarro Fisher                                | Бандерас Перейра         | 2:56         |
| Общая длительность: | Общая длительность:               | Общая длительность:                                   | Общая длительность:      | 1:33:10      |

## Дополнительная музыка
Композиция «Narco» Blasterjaxx и Тимми Трампета был показан во втором трейлере фильма, а «Café Con Leche» репера Pitbull был показан в финальном трейлере. Эти треки были использованы в рекламных целях и не вошли ни в саундтрек, ни в фильм.

## Реакция
Оди Хендерсон из The Boston Globe написал, что «музыка имеет прекрасный испанский колорит» и «несколько запоминающихся частушек от композитора Эйтора Перейры». Daily Herald назвала партитуру «похожей на Эннио Морриконе».

## Награды
Саундтрек Перейры была номинирована на 95-й церемонии вручения премии «Оскар» в категории «Лучшая музыка к фильму» как и оригинальная песня: «La Vida es Una» Кароль Джи и «Fearless Hero» были номинированы на категорию «Лучшая песня к фильму». Ни партитура, ни песни не попали в шорт-лист. Он получил номинацию на лучший оригинальный саундтрек к анимационному фильму на 13-й церемонии вручения наград Hollywood Music in Media Awards, уступив саундтреку Александру Деспла мультфильма «Пиноккио Гильермо дель Торо» (2022).